# CET Progresu
Termocentrala Progresu este o centrală termoelectrică din București, amplasată lângă cartierul Progresu, în sudul orașului. CET Progresul a fost deschisă în anul 1987 fiind ultima termocentrală care s-a deschis în București.
În prezent, centrala electrică produce o putere electrică de 200 MW, o putere termică de 1.266.000 Gcal și 623 GWh de electricitate. Coșul este cea mai înaltă structură din București, cu o înălțime de 240 de metri.